# Manzanal del Barco
Manzanal del Barco ist ein nordwestspanischer Ort und eine Gemeinde (municipio) mit nur noch 128 Einwohnern (Stand: 2024) im Zentrum der Provinz Zamora in der Autonomen Gemeinschaft Kastilien-León. 

## Lage und Klima
Manzanal del Barco liegt am westlichen Rand der Kastilischen Hochebene (Meseta Iberica) in einer Höhe von ca. 700 m. Die Provinzhauptstadt Zamora ist gut 33 km (Fahrtstrecke) in südöstlicher Richtung entfernt. Der Esla begrenzt die Gemeinde im Osten und Südosten. Das gemäßigte Kontinentalklima wird nur selten vom Atlantik beeinflusst; Regen (539 mm/Jahr) fällt vorwiegend im Winterhalbjahr.

## Bevölkerungsentwicklung
| Jahr      | 1970 | 1981 | 1991 | 2001 | 2011 | 2021 |
| Einwohner | 435  | 296  | 237  | 205  | 156  | 130  |

## Sehenswürdigkeiten
- Torquatuskirche